# Salakovci
Salakovci je naselje u Republici Hrvatskoj, u sastavu Grada Labina, Istarska županija. 

## Stanovništvo
Prema popisu stanovništva iz 2001. godine, naselje je imalo 52 stanovnika te 18 obiteljskih kućanstava.
| broj stanovnika |       |       | 80    | 39    | 43    | 56    |       |       | 99    | 98    | 91    | 64    | 79    | 51    | 52    | 48    | 62    |
|                 | 1857. | 1869. | 1880. | 1890. | 1900. | 1910. | 1921. | 1931. | 1948. | 1953. | 1961. | 1971. | 1981. | 1991. | 2001. | 2011. | 2021. |

## Znamenite osobe
- Đulio Hrvatin-Peteh, hrv. graditelj narodnih glazbala